# Río Tragadero
El río Tragadero es un curso de agua permanente ubicado al este de la Provincia del Chaco, Argentina. En su tramo final bordea el sector sur de Colonia Benítez y recorre el norte de la zona periurbana del Gran Resistencia, siendo uno de los ejes de parcelamiento de tierras en la zona. Confluye con el río Negro, 650 metros antes de su desembocadura sobre el riacho Barranqueras, un brazo del río Paraná.
Su cauce discurre sobre valles abandonados del río Bermejo, al igual que sus tributarios menores, los arroyos Quintana y Carolí; estos conforman una planicie de paleoderrames, en zonas periódicamente inundables. La poca pendiente propicia la formación de cauces abandonados que se convierten en lagunas de forma semilunar conocidas como madrejones. Su valle se ensancha progresivamente al sudeste y crece también progresivamente el número de estas lagunas asociadas. Los albardones de sus orillas poseen formaciones boscosas denominadas selvas en galería.
Parte de su recorrido forma el límite entre los municipios de Margarita Belén y Colonia Benítez, mientras que su sección final divide los departamentos Primero de Mayo y San Fernando.

## Reserva natural
La Reserva Natural Educativa de Colonia Benítez protege montes húmedos chaqueños que se encuentran alrededor del río Tragadero. Se pueden conocer sus diferentes ambientes caminando por un sendero interpretativo de una hora y media aproximadamente.

## Atractivo turístico
El río Tragadero es uno de los ríos mejor conservados de la zona del Gran Resistencia, de una belleza muy particular, con características similares a las del Rio Negro, pero con la salvedad de que este está vivo y el otro agoniza en la más cruel decidía de los resistencianos. Su naciente como todos los ríos es imprecisa y como sus hermanos nacen de grandes bañados, en los bañados de Ñacurutú, con el nombre de arroyo Tragadero, su afluente más importante es el estero Camba y a lo largo de su recorrido desagua sobre su cauce las lagunas Conchas, Desayuno y Cuchara. Recibe al arroyo Quintana, poco antes de Colonia Benítez, que es un débil y largo desagüe del estero Camba. Luego de recorrer sus casi 100 kilómetros de longitud desemboca en el río Negro, a 650 metros de la desembocadura sobre del riacho Barranqueras.
Se acostumbran los paseos en piraguas rumbo a una aventura acuática por las curvas del río Tragadero.
También se realiza una buena pesca y se realiza cicloturismo.

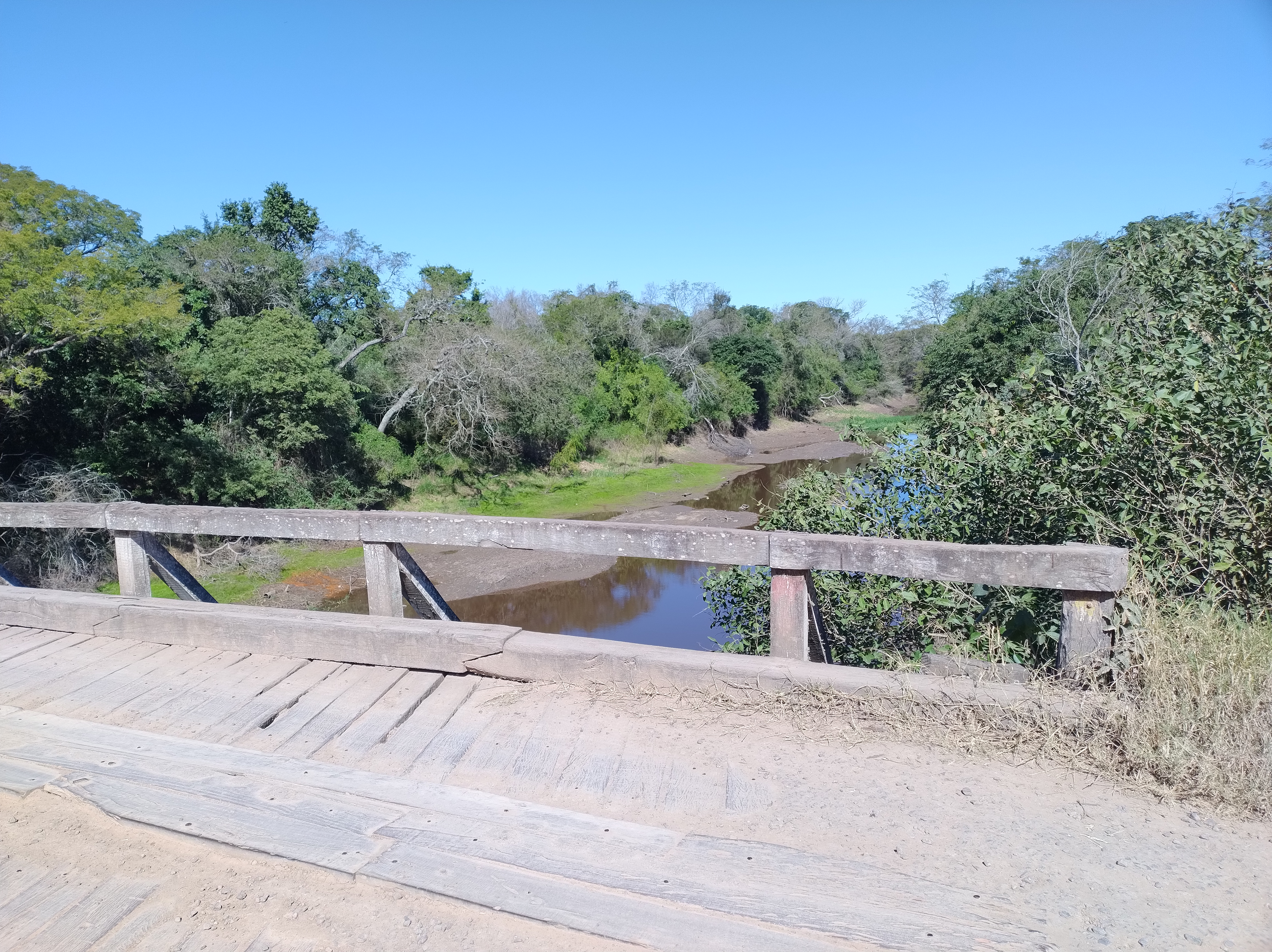
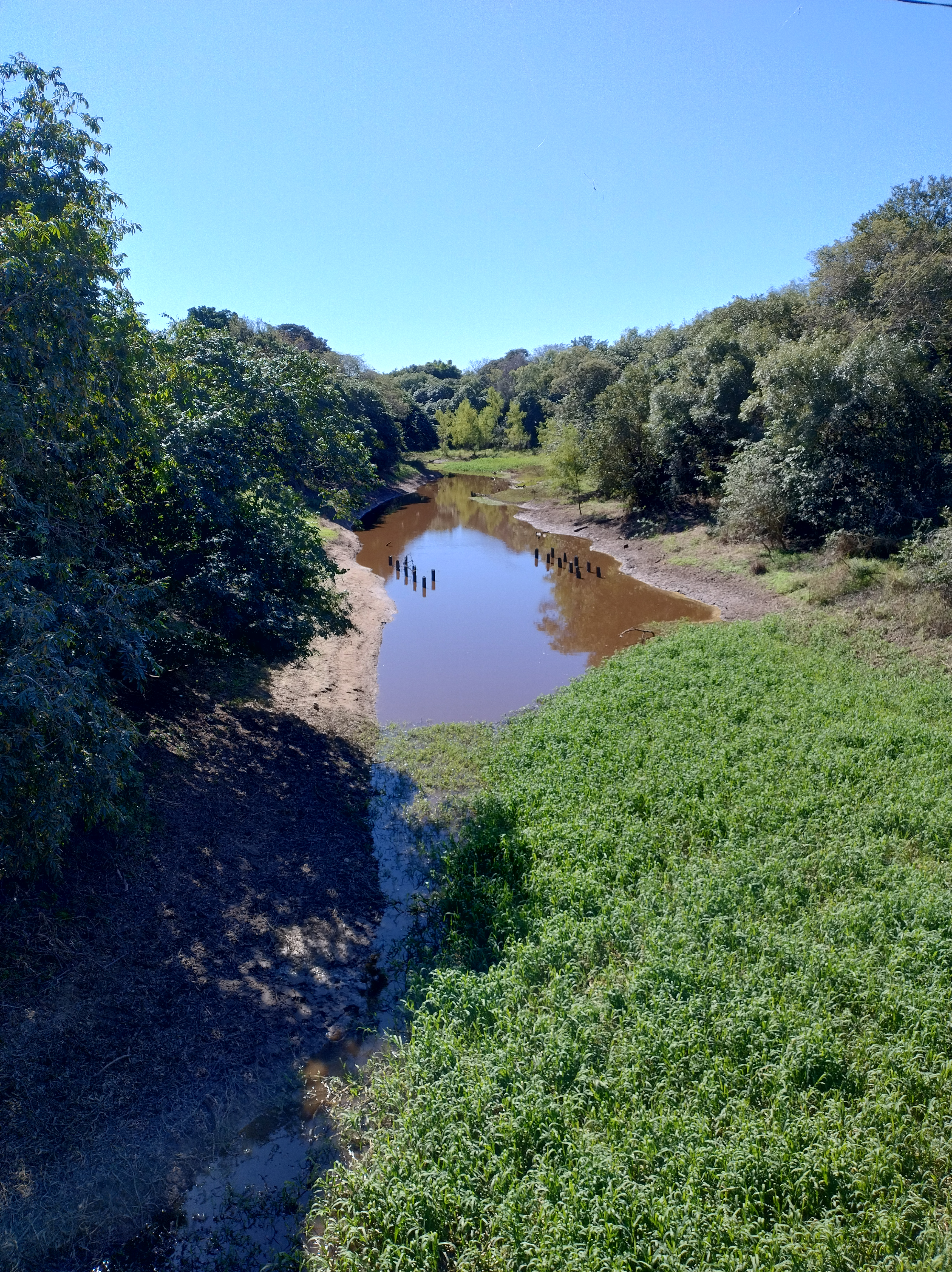
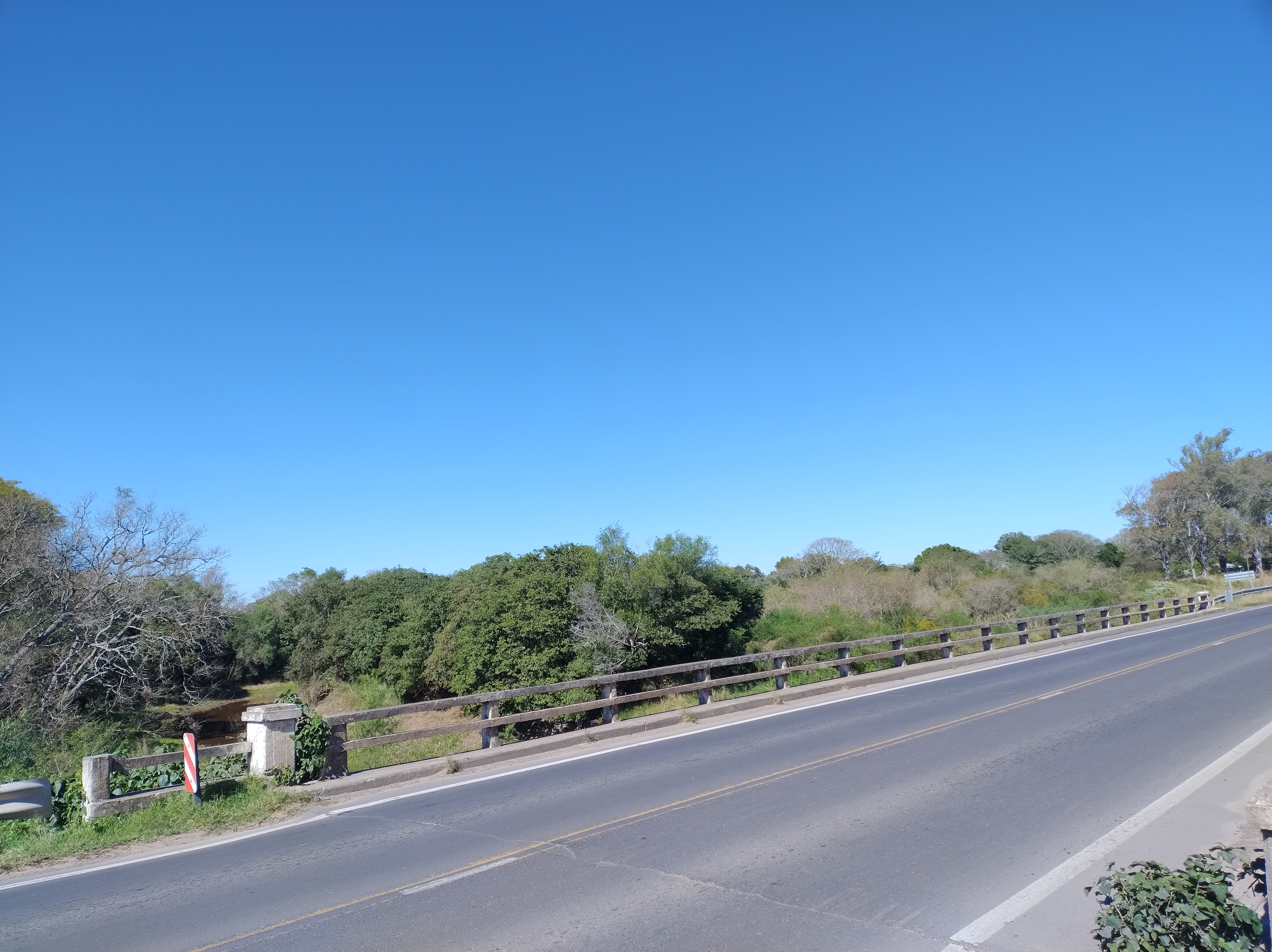
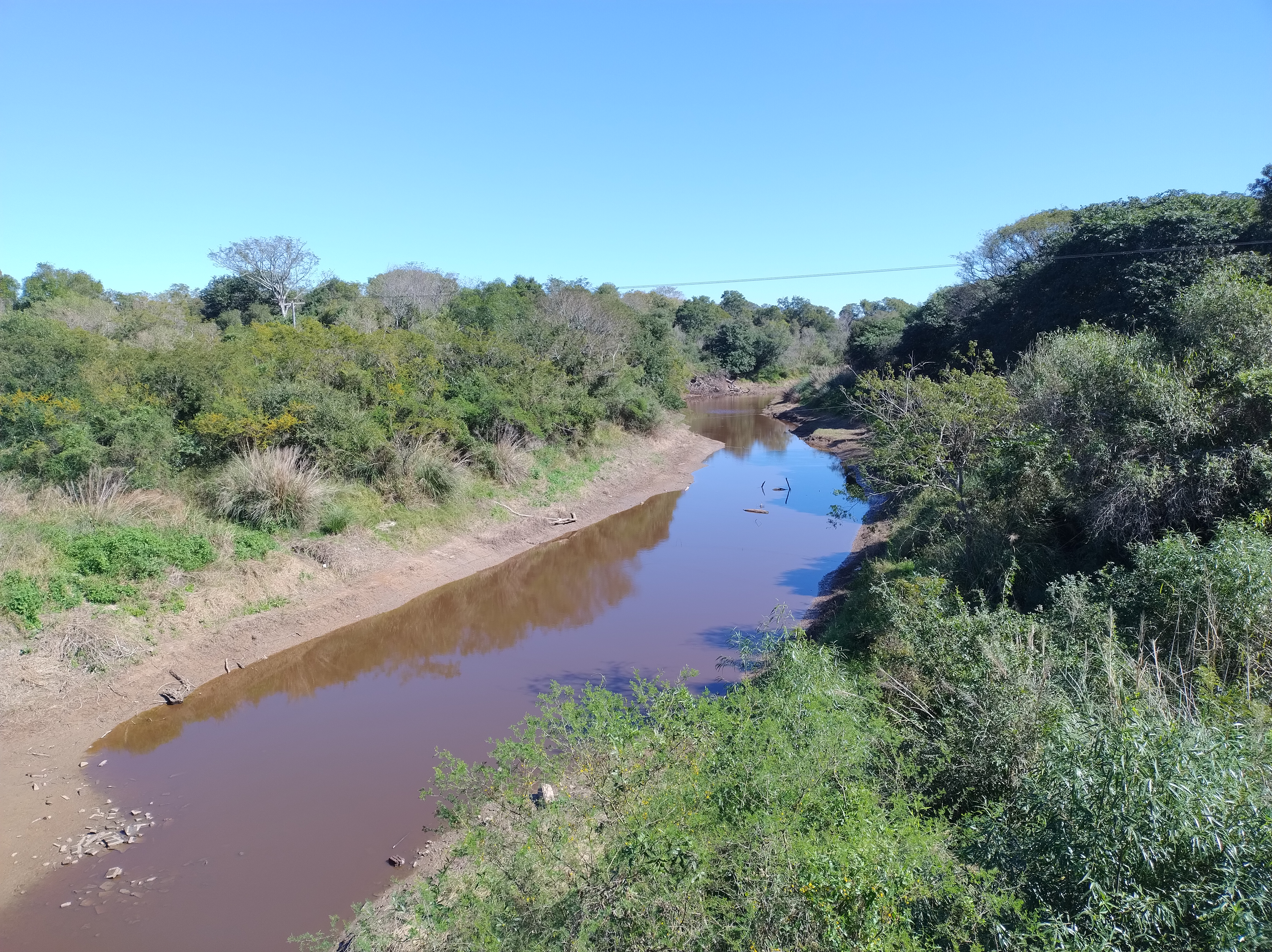